# 麥基諾島 (密歇根州)
麥基諾島（英語：Mackinac Island）是一個位於美國密歇根州麥基諾縣的城市。

## 人口
根據2020年美國人口普查的數據，麥基諾島的面積為48.80平方千米，當中陸地面積為11.27平方千米，而水域面積為37.53平方千米。當地共有人口583人，而人口密度為每平方千米12人。